# Rio Alde
O rio Alde é um curso de água em Suffolk, Inglaterra, com nascente perto de Laxfield na mesma área que o rio Blyth. O rio torna-se conhecido como rio Ore à medida que se aproxima de Orford. O rio Butley junta-se-lhe antes de alcançar o mar.